# Aploderus flavipennis
Aploderus flavipennis är en skalbaggsart som beskrevs av Thomas Casey 1889. Aploderus flavipennis ingår i släktet Aploderus och familjen kortvingar. Inga underarter finns listade i Catalogue of Life.